# Venera iz Willendorfa
Venera iz Willendorfa je kipić Venere izrađen od mekanog vapnenca u razdoblju Aurignacien (4. paleolitsko razdoblje, po mjestu Aurignac u Francuskoj), a procjenjuje da je izrađena prije oko 25 000 godina.
Lik žene sa steatopigijom, tj. naslagama sala, pronašao je 7. kolovoza 1908. radnik po imenu Johann Veran ili Josef Veram tijekom iskapanja koja su proveli arheolozi Josef Szombathy, Hugo Obermaier i Josef Bayer na paleolitskom nalazištu u blizini Willendorfa (po kojemu je dobila ime), sela u Donjoj Austriji. Ona je samo jedna od mnogih pretpovijesnih figura koje su znanstvenici nazvali "Venerama" po rimskoj božici ljepote, iako se ne zna je li to istinski prikaz božice, te koga zapravo predstavlja i zašto je nastala.
Figurica je izrezbaren je od oolitskog vapnenca koji nije lokalan za to područje, a zatamnjena je crvenim okerom. Figurica se sada nalazi u Prirodoslovnom muzeju u Beču, u Austriji.
Wilendorfska Venera je zapanjujuće ekspresivna figura. Premda ovaj kip stane na dlan ruke, on je monumentalan po svom oblikovanju volumena. Ovdje monumentalnost podrazumijeva "imati kvalitetu da se doima velikim". Ritmični raspored eliptičnih oblika naglašava glavu, grudi, torzo i prepone. Ovi dijelovi tijela su preuveličani u odnosu na cijelu figuru, dok su dijelovi lica, vrat i donji dio nogu potpuno uklonjeni. Ruke koje počivaju na grudima su toliko malene da se uopće ne primjećuju.
Možemo samo pretpostavljati što je umjetnik želio iskazati. On je naglasio dijelove tijela koji su u izravnoj vezi s reprodukcijom i dojenjem. također, ako usporedimo stražnju stranu skulpture s prednjom, premda je naoko "okrugla" primjećujemo da je umjetnik zapravo obrađivao samo sprijeda. što upućuje na zaključak da je figura bila postavljena tako da se gleda s prednje strane. 
Ova kombinacija frontalnosti i simboličnog pretjerivanja dovela je znanstvenike do zaključka kako se radi o „Božici plodnosti”. U duhu ovog zaključka su i maleni tragovi crvene boje koji upućuju na porođaj.

## Datiranje
Figurica se povezuje s gravettienskom industrijom gornjeg paleolitika, koja datira između 33.000 i 20.000 godina. Na temelju radiokarbonskog datiranja iz slojeva koji okružuju foguricu, procjenjuje se da je dospjela u zemlju prije otprilike 25 000 godina.

## Interpretacija i svrha
Slične skulpture, prvi put otkrivene u devetnaestom i ranom dvadesetom stoljeću, u arheologiji se tradicionalno nazivaju "figurama Venere", zbog široko rasprostranjenog vjerovanja da prikazi golih žena s pretjeranim spolnim obilježjima predstavljaju rani fetiš plodnosti, možda majke božice. Pozivanje na Veneru je metaforično, budući da su figurice prethodile mitološkom liku Venere mnogo tisuća godina. Neki znanstvenici odbacuju ovu terminologiju, umjesto da statuu nazivaju "Ženom iz" ili "Ženom iz Willendorfa". Christopher Witcombe kritizira taj izraz: "ironična identifikacija ovih figurica kao 'Venere' temelji se na predrasudama iz tog vremena o primitivnim kulturama, o ženama i o ukusu".
Vrlo malo se zna o načinu stvaranja Venere, ili o njenom kulturnom značaju; međutim, to je jedna od brojnih "figura Venere"  iz paleolitske Europekoje su preživjele do danas. Svrha rezbarenja predmet je mnogih nagađanja. Poput drugih sličnih skulptura, vjerojatno nikada nije imao stopala i nije mogla samostalno stajati, vjerojatnije je bila zabadana u mekanu podlogu. Naglašeni su dijelovi tijela povezani s plodnošću i rađanjem djece, što je navelo neke istraživače da vjeruju da su se Venera iz Willendorfa i slične figurice mogle koristiti kao fetiši plodnosti. Lik nema vidljivo lice, a glava joj je prekrivena kružnim vodoravnim trakama, što bi mogli biti redovi pletenica, ili možda vrsta pokrivala za glavu.
Catherine McCoid i LeRoy McDermott pretpostavljaju da su ove figurice žene možda stvarale kao autoportrete. Ova teorija proizlazi iz korelacije proporcija kipova i izgleda proporcija ženskih tijela gledajući dolje na vlastito tijelo, što bi u tom razdoblju bio jedini način da se vidi vlastito tijelo. Nagađaju da bi se potpun nedostatak crta lica mogao objasniti činjenicom da kipari nisu posjedovali ogledala. Ovo je obrazloženje kritizirao Michael S. Bisson, koji primjećuje da bi vodene površine i lokve bili lako dostupna prirodna zrcala za paleolitske ljude.

## Poveznice
- Paleolitička umjetnost
- Venera iz Hohle Felsa

## Vanjske poveznice
- 100 godina otkrića
- Christopher L. C. E. Witcombe, "Women in Prehistory:Venus of Willendorf"  Arhivirana inačica izvorne stranice od 3. travnja 2004. (Wayback Machine).
- Don Hitchcock (Don's Maps): "Venus figures from the Stone Age - The Venus of Willendorf"
- The Invisible Sex: Uncovering the True Roles of Women in Prehistory by J.M. Adovasio, Olga Soffer and Jake Page, ISBN 978-0-06-117091-1, gives a new 'view' of headdress as possible model for weaving a basket; Lauran Miller review at Salon.com:
- Nude Woman (Venus of Willendorf)  Arhivirana inačica izvorne stranice od 13. studenoga 2014. (Wayback Machine) (video)